# Bicyclus idjwiensis
Bicyclus idjwiensis är en fjärilsart som beskrevs av Condamin 1965. Bicyclus idjwiensis ingår i släktet Bicyclus och familjen praktfjärilar. Inga underarter finns listade i Catalogue of Life.